# 霍爾冰原島峰
78°59′S 87°24′W / 78.983°S 87.400°W
霍爾冰原島峰（英語：Hall Nunatak），是南極洲的冰原島峰，位於埃爾斯沃思地，處於托馬斯冰原島峰東南面4公里，屬於埃爾斯沃思山脈的一部分，由明尼蘇達大學探險隊命名，現時由南極條約體系管理。